# اکفادو
اکفادو (به عربی: أكفادو) یک شهرداری در الجزایر است که در استان بجایه واقع شده‌است.

## خصوصیات
اکفادو ۴۲٫۰۱ کیلومترمربع مساحت و ۷٬۳۵۸ نفر جمعیت دارد.